# Funhouse Records
Funhouse Records ist ein Musiklabel aus Deutschland. Das Label wurde 1986 von zwei Freunden, einer der Gründer war Jörg Schaper in Hannover gegründet. Funhouse Records war einer der ersten Musikmailorder für in Deutschland schwer erhältliche Punk-, Hardcore- und Underground-Importware aus den Vereinigten Staaten und Großbritannien. Auf dem eigenen Label erschienen unter anderem Platten von Künstlern wie Lemonheads, Gang Green und Youth of Today. 1994 wurde das Label aufgrund von Problemen bei der wirtschaftlichen Vermarktung der Nischen-Musik in einen Streetfashion Mailorder mit Namen „Frontline“ umgewandelt, später dann unter dem Namen „frontlineshop“ weitergeführt.